# چاه یارمحمد شه‌بخش
چاه یارمحمد شه‌بخش روستایی در دهستان چشمه زیارت بخش مرکزی شهرستان زاهدان استان سیستان و بلوچستان ایران است.

## جمعیت
بر پایه سرشماری عمومی نفوس و مسکن در سال ۱۳۹۵ جمعیت این روستا ۷۳ نفر (۲۸خانوار) بوده‌است.